# Yett
Un yett (de la palabra en inglés antiguo y escocés para "puerta") es una puerta o reja de barras de hierro forjado enrejadas que se utiliza con fines defensivos en castillos y casas torre. A diferencia de un rastrillo, que se sube y baja verticalmente con medios mecánicos, las yett tienen bisagras a la manera de una puerta tradicional, y se aseguran con pernos fijados a la puerta o mediante barras largas extraídas de la pared o puerta.

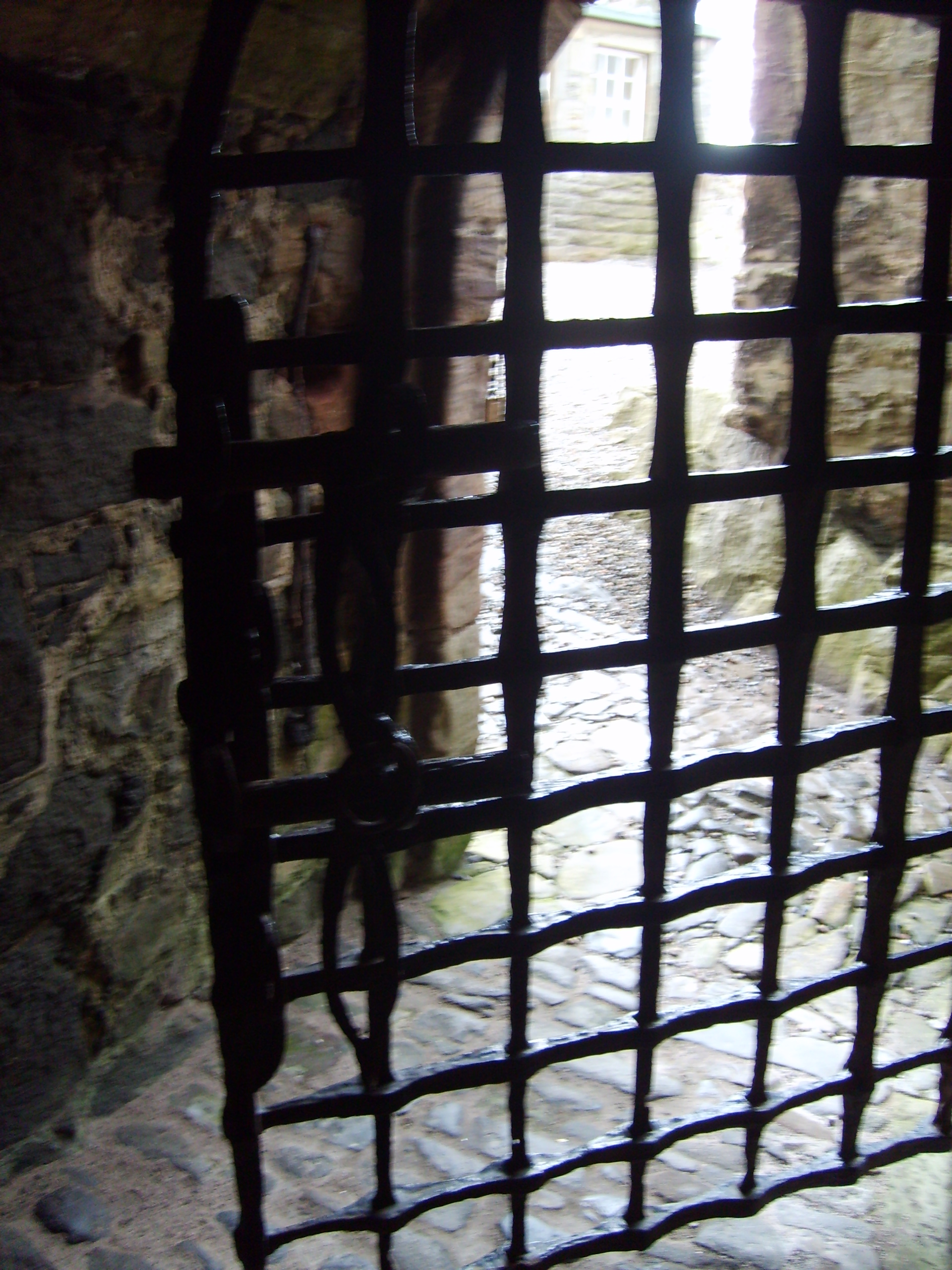
Yett colgado en la entrada principal del Blackness Castle, Escocia, mostrando los pernos adjuntos y la construcción perforada. Forjado en 1693.

## Distribución geográfica

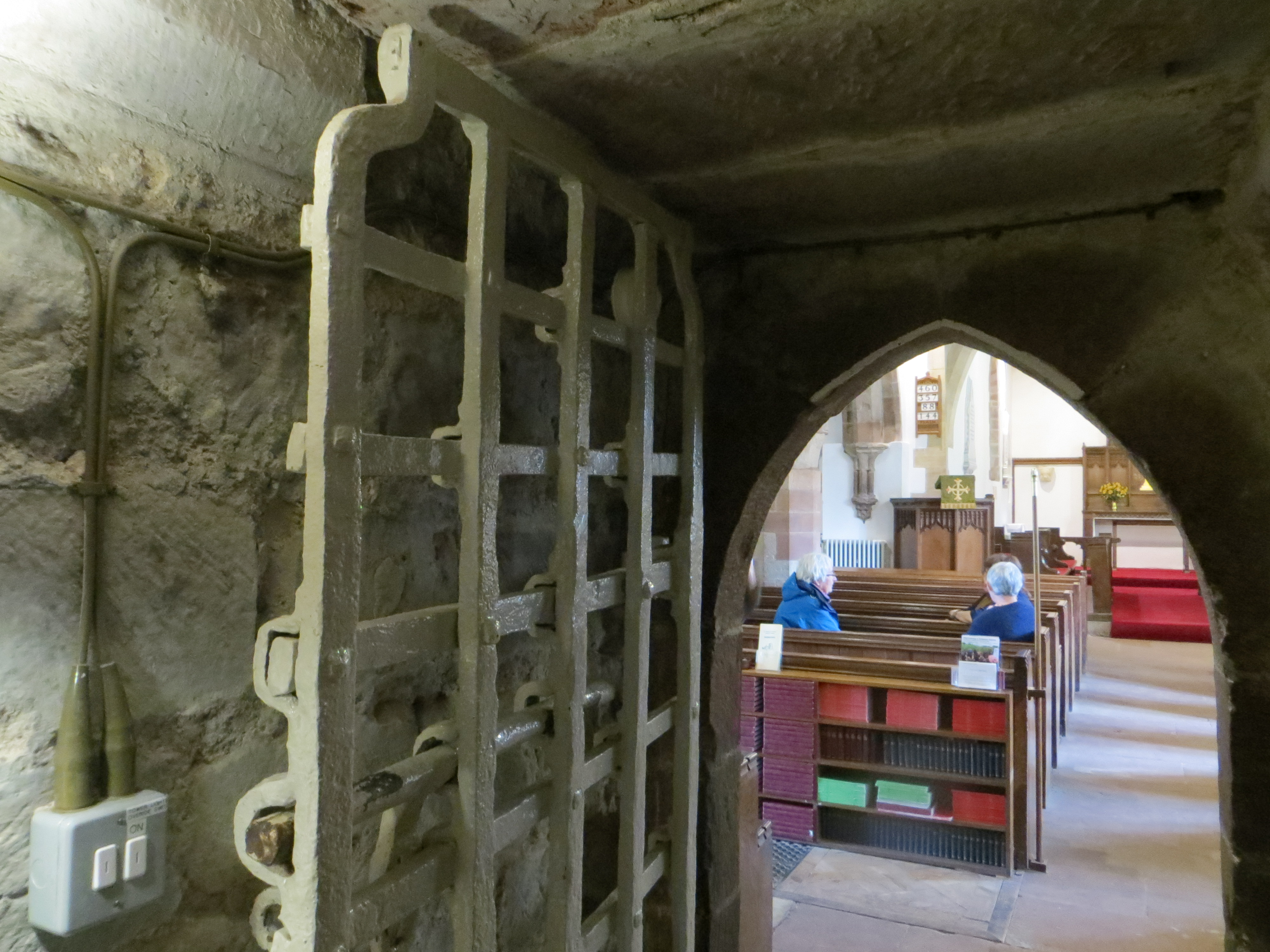
Yett en la iglesia de San Miguel, Burgh by Sands, Cumbria

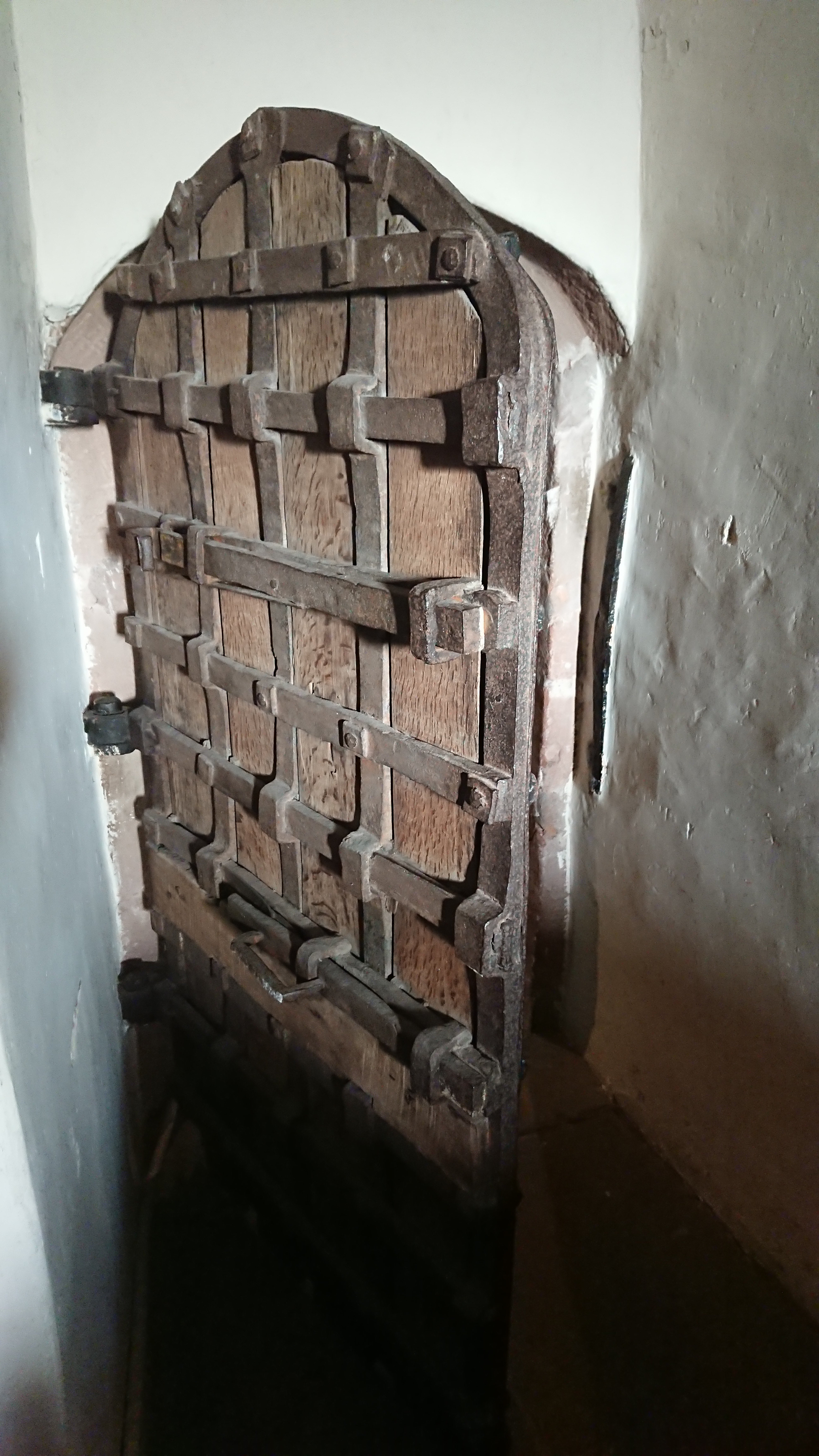
Yett entre la torre y la iglesia de St Cuthbert's Church, Great Salkeld, Cumbria, visto desde el interior de la torre.

Los yetts se encuentran predominantemente en Escocia, donde la mayoría de las torres, particularmente las posteriores, estaban equipadas con ellos en lugar de rastrillos, pero algunas puertas de hierro se encuentran en los condados fronterizos de Inglaterra. Si bien existen pocas referencias a yetts fuera de Escocia, un informe inglés de 1416 sobre el Castillo de Roxburgo (entonces en manos inglesas) contenía recomendaciones para la inserción de puertas de hierro. Los yetts no están restringidos a ninguna región o distrito dentro de Escocia, sino que están muy extendidos.
En Escocia, se utilizaron construcciones de rejas similares, a menudo también denominadas rejillas, sobre ventanas y otras aberturas. Por lo general, estos se fijaban en su lugar, a menudo en las jambas, los umbrales y los dinteles.

## Orígenes y uso
Las primeras referencias a los yetts datan del siglo XIV. Échiquier Rolls de 1377 se refiere a una "puerta de hierro fabricada", parte de las defensas de la Torre de David en el Castillo de Edimburgo. Los yetts también aparecen en otros castillos aproximadamente al mismo tiempo. Craigmillar, construido poco después de 1374, supuestamente contenía un yett, y el castillo de Doune (c. 1380) aún conserva su original yett de doble hoja; en Balvenie hay un yett de dos hojas similar, pero su edad es incierta. En el siglo XV, las rejas en puertas y las rejas de las ventanas se habían convertido en elementos estándar en los castillos y torres escocesas.
El yett se usaba con frecuencia como alternativa más barata al rastrillo, ya que era más simple en concepto, menos engorroso y más práctico. Sin embargo, también se utilizó dentro de arreglos defensivos más complejos. El castillo del siglo XIV en Doune, en Perthshire, tenía un rastrillo en la puerta de entrada principal complementado por un yett, con un segundo yett en el extremo más alejado del pasillo. Cada una de las tolvas tenía dos hojas, con una puerta peatonal incorporada dentro de una de las hojas. Por lo general, el cerrojo se coloca detrás de una puerta de madera, lo que proporciona seguridad adicional en caso de que se queme la puerta exterior.
Al ser una estructura defensiva, se requerían autorizaciones reales antes de que se pudiera agregar un yett a cualquier casa o castillo. Estas autorizaciones se emitieron con frecuencia con otras licencias para funciones defensivas; por ejemplo, en 1501 John Murray de Cockpool recibió una licencia para construir una torre en Comlongon con matacanes y "irneztteis y windois". Los agresores podrían intentar eliminar los yetts: en febrero de 1489, los Hepburn en Stirlingshire iniciaron una acción contra los Graham que habían quitado la caja de hierro de la Torre Bruce para tomar posesión.
Después de la Unión de las Coronas en 1603, el gobierno hizo esfuerzos para controlar el desorden y la recuperación en las fronteras. En noviembre de 1606 se reconoció que uno de los impedimentos para la administración de justicia en la zona era la fortaleza de las casas. En consecuencia, el Consejo privado ordenó que las rejas en todas las casas pertenecientes a personas de menor rango que los barones fueran retiradas de todas las casas.

## Construcción
En Escocia, las rejas se hacían tradicionalmente utilizando una construcción "de principio a fin", con barras horizontales y verticales tejidas alternativamente alrededor o entre sí, creando una estructura casi imposible de desmantelar. La rejilla se dejó abierta. El método habitual era construir el yett en cuadrantes con todas las barras en un cuadrante pasando vertical u horizontalmente a través de las barras de acoplamiento como se muestra en la fotografía. Este método de construcción para puertas no se ve fuera de Escocia, aunque las rejas de ventana construidas de esta manera se encuentran en el norte de Italia y el Tirol.
Las ventanas enrejadas en estilo escocés eran tradicionales en el Tirol en el siglo XV, y un siglo después se ven rejas similares en Venecia, particularmente en el Palacio Ducal del siglo XVI (aunque las rejas son algo más grandes que las usadas en Escocia). Es probable que el uso se extendiera hacia el sur desde el Tirol hasta la República de Venecia, pero con poca conexión aparente con la tecnología escocesa anterior, aunque hubo algo de comercio entre Escocia y Alemania.
En Inglaterra se encontraron puertas de hierro enrejado, pero se construyeron con un método diferente. Para la puerta de estilo inglés, todas las barras verticales pasaban por delante de las barras horizontales y se remachaban o fijaban en su lugar; los espacios se rellenaron con roble, lo que hizo que la puerta fuera sólida. Sin embargo, una excepción notable se construye utilizando el método escocés: un castillo de Streatlam, que ahora se encuentra en el Museo Bowes en el cercano Barnard Castle. Streatlam fue reconstruido por Sir George Bowes tras los daños sufridos en el siglo XVI; la familia Bowes tenía conexiones en Escocia, lo que pudo haber inspirado la construcción del todavía.
Dado que los yetts eran inmensamente pesados y hay poca evidencia que sugiera que fueron prefabricados, es posible que muchos se fabricaran localmente en lugar de transportarse a grandes distancias, ya sea por herreros locales o especialistas itinerantes. Sin embargo, los yetts y rejas de las ventanas de los palacios reales escoceses se hicieron a medida en la herrería de la artillería real en el Castillo de Edimburgo y se transportaron a casas como Falkland Palace, Hamilton Palace y el Palacio de Linlithgow, y algunas para el Castillo de Stirling se hicieron en Linlithgow. Convencionalmente, las rejas de las ventanas se construían en los marcos de piedra de las ventanas.

## Costos
Algunos datos de precios para el costo comparativo de los yetts sobreviven en cuentas antiguas. En 1515, al herrero Robert Scott y a su hermano  se les pagó unas 8 libras escocesas por trabajar en el castillo de Hume. El hierro en sí costaba entre 17 y 6 libras esterlinas con un valor de 1 euro de carbón. Los registros muestran que un yett construido en 1568 para el castillo de Kilravock por un herrero local pesaba 34 piedras, 3 libras y costaba £34-3s-9d y "tres cápsulas de harina, una mantequilla y un queso".